# Rijksbeschermd gezicht Hellevoetsluis
Gezicht Hellevoetsluis is een van rijkswege beschermd dorpsgezicht in Hellevoetsluis in de Nederlandse provincie Zuid-Holland. De procedure voor aanwijzing werd gestart op 20 oktober 1981. Het gebied werd op 14 juni 1985 definitief aangewezen. Het beschermd gezicht beslaat een oppervlakte van 68,9 hectare.
Panden die binnen een beschermd gezicht vallen krijgen niet automatisch de status van beschermd monument. Wel zal de gemeente het bestemmingsplan aanpassen om nieuwe ontwikkelingen in het gebied te reguleren. De gezichtsbescherming richt zich op de stedenbouwkundige en cultuurhistorische waardering van een gebied en wil het toekomstig functioneren daarvan veiligstellen.